# Stefano Antonio Morcelli
Stefano Antonio Morcelli, S.I. (Chiari, 17 gennaio 1737 – Chiari, 1º gennaio 1821), è stato un epigrafista e gesuita italiano; è noto per aver dato il nome alla casa editrice Morcelliana di Brescia.
La sua opera De stilo Latinarum inscriptionum libri III, pubblicata in tre volumi nel 1781, gli diede grande fama ed è considerata una pietra miliare nello sviluppo dell'epigrafia latina.

## Biografia
Nacque a Chiari, presso Brescia, il 17 gennaio 1737 da Giovan Francesco Morcelli e da Giovannina Della Rocca da Oga. Il padre nacque il 3 aprile 1705 a Semogo, un paesino in Valdidentro, nell'Alta Valtellina, situato tra Bormio e Livigno, ed era cresciuto nella casa di famiglia, sita presso la località semoghina del Plazòl; lo stesso Stefano Antonio vi soggiornò per un breve periodo, e, ad oggi, è una delle più antiche dimore della zona, ancora di proprietà dei discendenti. Il Sig. Francesco si era trasferito nella provincia bresciana, con altri suoi parenti, verso il 1715, quando aveva soltanto 10 anni. Si stabilì a Chiari, dove aprì un negozio di stoffe e tessuti "pannina". Anche suo cognato Niccolò Ponti di Niccolò di Semogo era titolare di un negozio di tessuti nella cittadina di Chiari. I Morcelli di Chiari, in riferimento alla loro attività, furono detti "Kràmer", voce che in dialetto semoghino, che molto risente dell'influsso germanico, vuol dire "rivendugliuolo di piccole rovisterie da cassetto", poiché il padre dell'Abate forniva di mercanzie, come spilli, fili, pezze, toppe e bottoni, i fratelli e i cugini Morcelli, i quali le rivendevano come, appunto, commercianti ambulanti. Il soprannome rimase per molto tempo nei diretti discendenti dei parenti di Semogo, fino a cadere in disuso a partire dalla prima metà del Novecento, insieme ad altri nomignoli di secolare tradizione dialettale, tanto di persona (sornóm), quanto di famiglia (scotúm).
Per ricordare due fratelli morti prematuramente mutò il nome di battesimo Gianni Antonio in Stefano Antonio. A questi fratelli defunti avrebbe dedicato un'epigrafe, tuttora esistente nella chiesetta dell'Assunta di Chiari, che così recita:
"PUERIS - INFANTIBUS GERVASIO ET - JOANNI - ET - STEFANO MORCELLIS - STEPHANUS - ANTONIUS PRAEP. - CLARENSIS - ECCL. FECIT FRATRIBUS - CÆLESTIBUS UNUS - E - FAMILIA - SUPERSTES ORDINE - QUARTUS - AVETE ANIMÆ INNOCENTISSIMÆ IN - PACE"
Dopo i primi studi nelle scuole di Chiari, nel 1752 si iscrisse al collegio S. Ignazio presso la chiesa delle Grazie a Brescia, dove ebbe come insegnante di retorica il latinista Raimondo Cunich e di teologia il padre Favre.
Recatosi a Roma, fu in seguito ammesso alla Compagnia di Gesù il 3 novembre 1753. Fu professore di lettere nei collegi di Arezzo (1761), Ragusa (1762-64) e Fermo, in quel di Ascoli Piceno (1765-67). Dopo aver compiuto gli studi teologici in Roma, nella festa di Ognissanti del 1768 fu ordinato sacerdote: fece solenne professione dei quattro voti nelle mani del preposto generale della Compagnia di Gesù il 2 febbraio 1771, e venne quindi, nel 1772, nominato professore di eloquenza al Collegio Romano e prefetto del Museo Kircheriano, all'interno del quale fondò l'Accademia di Archeologia. Ricusò in seguito la nomina di arcivescovo di Ragusa.
Dopo la soppressione della Compagnia di Gesù nel 1773, a seguito di un breve emesso da papa Clemente XIV, e per cui Morcelli rivelò, in una lettera al cugino sacerdote Trioli, anch'egli di Semogo come il padre, commoventi parole ("... sia sempre benedetto il Signore egualmente e per quel che m'aveva dato, e per quel che m'ha tolto, e in particolare perché ha disposto che per me il cessare di essere religioso non provenga da me né dalla mia volontà."), fu chiamato a ricoprire la carica di bibliotecario del cardinale Alessandro Albani, prendendo il posto che fino al 1768 era stato ricoperto da Johann Joachim Winckelmann. Nel 1787 Morcelli fu nominato socio dell'Accademia Etrusca di Cortona. Nel 1790, in seguito alle dimissioni del prevosto di Chiari, Angelo Faglia, fu chiamato a sostituirlo. A Chiari si guadagnò l'ammirazione di tutti grazie alle sue opere di carità: fondò e dotò un istituto per le fanciulle, migliorò le scuole, donò al paese la sua biblioteca, che da lui prese il nome, e restaurò molti edifici e chiese. Morì a Chiari, come membro della ripristinata Compagnia di Gesù.
La sua fama è legata soprattutto ai suoi studi sull'epigrafia latina e sull'antichità classica. Il suo magnum opus, De Stilo inscriptionum latinarum, «portò alcuni contributi fondamentali alla conoscenza dell'epigrafia antica.» Fu anche chiamato il "principe de li epigrafisti latini".
Tanto era noto il suo nome tra i letterati del Regno Italico, che nel 1805 fu nominato tra gli elettori del Collegio dei Dotti e gli venne anche assegnata una rilevante pensione con l'obbligo di risiedere a Bologna. Non volendo tuttavia abbandonare l'impegno pastorale, tramite il conte Giuseppe Fenaroli, maggiordomo del vice Re, gli venne fissata la pensione di 300 zecchini.
Brillante grecista, Morcelli curò anche l'editio princeps con traduzione latina del Commento sull'Ecclesiaste attribuito a San Gregorio II di Agrigento (Sancti Gregorii II pontificis Agrigentinorum Libri decem explanationis Ecclesiastae), corredandola con una traduzione latina della Vita greca di san Gregorio attribuita a Leonzio, abate del monastero di San Saba a Roma e arricchendola con un ricco apparato di note. Curò anche l'edizione critica con traduzione latina di un codice greco risalente all'VIII secolo, il Kalendarium Ecclesiae Constantinopolitanae, che egli stesso aveva acquistato per la Biblioteca Albani.
Il vescovo di Brescia, mons. Giacinto Gaggia, nel discorso pronunciato il 17 agosto 1921 nella chiesa di Chiari, in occasione della celebrazione del centenario della morte dell'Abate Morcelli, così ebbe a dire: "Quale erudito e scrittore, così purgato come dotto, storico, archeologo, poeta ed epigrafista sommo, stupì i dotti; come prevosto, meritò il nome di padre di tutti, sollevò dall'indigenza i più bisognosi, educò ai buoni costumi la gioventù e gli animi dei cittadini coltivò alla pietà... ."
Chiari gli eresse un monumento, opera dello scultore Gaetano Monti: alla sua memoria intitolò una via della cittadina: la biblioteca, divenuta famosa, ne ricorda in particolare l'uomo di scienza e di studi.

## Opere
Tra le sue opere:

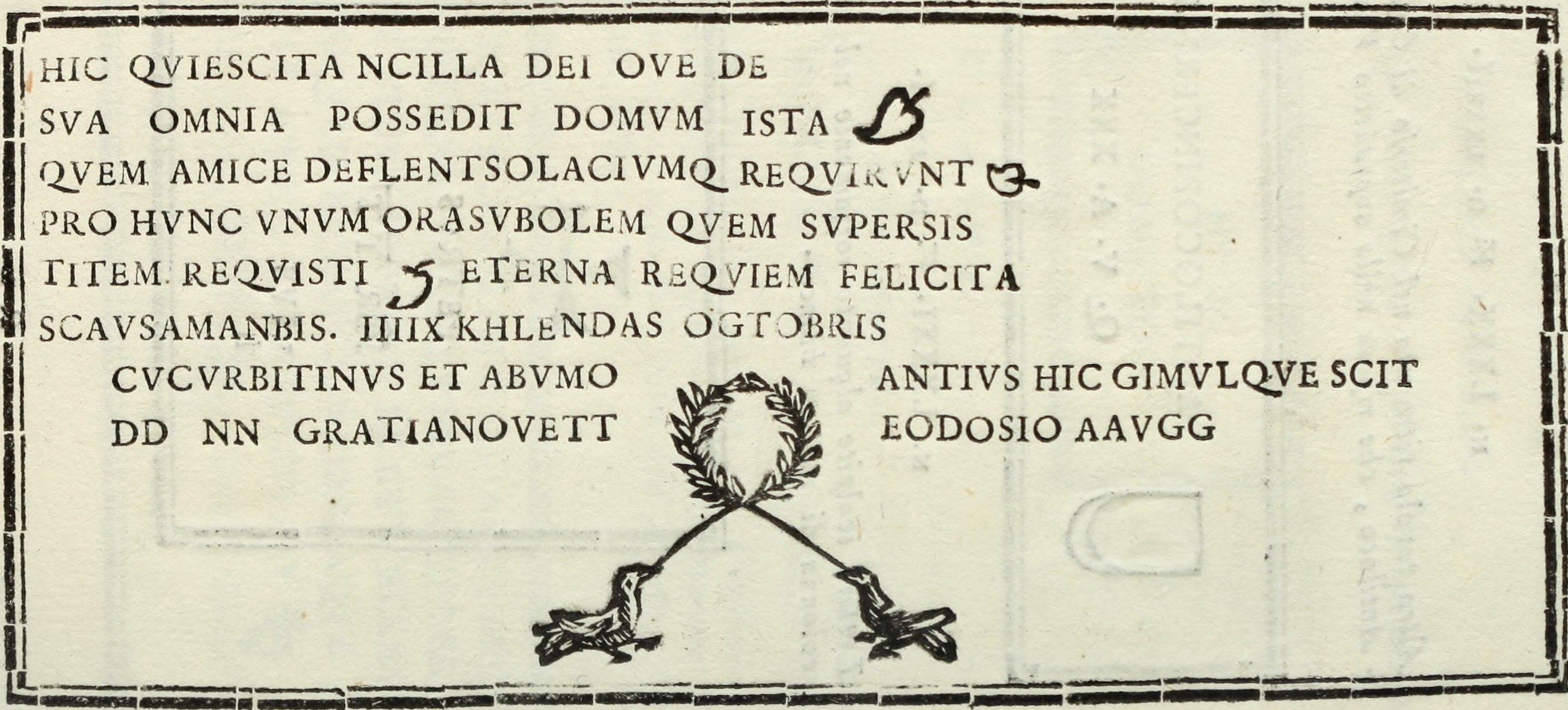
Antica epigrafe latina cristiana (380 d.C. ca.) trascritta da Morcelli nellIndicazione antiquaria per la Villa suburbana dell'eccellentissima casa Albani (Roma, 1785)

- (LA) Stefano Antonio Morcelli, De stilo inscriptionum latinarum libri III, Roma, ex Officina Giunchiana maiore, 1781. URL consultato il 28 marzo 2019.
- (LA) Stefano Antonio Morcelli, Inscriptiones commentariis subjectis, Roma, ex Officina Giunchiana maiore, 1783. URL consultato il 28 marzo 2019.
- (LA) Stefano Antonio Morcelli, Sermonum libri II, Roma, ex officina Giunchiana maiore, 1784. URL consultato il 14 luglio 2019.
- Stefano Antonio Morcelli, Indicazione antiquaria per la villa suburbana dell'eccellentissima casa Albani, Roma, Per Paolo Giunchi, 1785. URL consultato il 14 luglio 2019.
- (LA) Stefano Antonio Morcelli, Πάρεργον inscriptionum novissimarum, Padova, Typis Seminarii, 1818. URL consultato il 28 marzo 2019.
- (LA) Stefano Antonio Morcelli, Μηνολόγιον τῶν Εὐαγγελίων Ἑορταστικὸν sive Kalendarium Ecclesiæ Constantinopolitanæ, vol. 1, Roma, ex Officina Giunchiana maiore, 1788. URL consultato il 28 marzo 2019.
- (LA) Stefano Antonio Morcelli, Μηνολόγιον τῶν Εὐαγγελίων Ἑορταστικὸν sive Kalendarium Ecclesiæ Constantinopolitanæ, vol. 2, Roma, ex Officina Giunchiana maiore, 1788. URL consultato il 28 marzo 2019.
- (LA) Stefano Antonio Morcelli, Sancti Gregorii II pontificis Agrigentinorum Libri decem explanationis Ecclesiastae, Venezia, excudebant Fratres Coletii, 1791. URL consultato il 28 marzo 2019.
- (LA) Stefano Antonio Morcelli, Africa Christiana in tres partes tributa, vol. 1, Brixiae, ex officina Bettoniana, 1816. URL consultato il 14 luglio 2019.
- (LA) Stefano Antonio Morcelli, Africa Christiana in tres partes tributa, vol. 2, Brixiae, ex officina Bettoniana, 1817. URL consultato il 14 luglio 2019.
- (LA) Stefano Antonio Morcelli, Africa Christiana in tres partes tributa, vol. 3, Brixiae, ex officina Bettoniana, 1817. URL consultato il 14 luglio 2019.
- Opuscoli ascetici per istruzione e profitto dei pii fedeli, Brescia 1819; poi ibid. 1823.
- Stefano Antonio Morcelli, Dello scrivere degli antichi Romani dissertazioni accademiche pubblicate per nozze Borromeo D'Adda dal dottor Giovanni Labus con alcune annotazioni, Milano, Pogliani, 1822. URL consultato il 28 marzo 2019.
- (LA) Stefano Antonio Morcelli, Tirocinium litterarum sive s. Gregorii Nazianzeni tetrasticha et interpretationes scholiastae veteris primum editae ex codice bibliothecae Albanae, Modena, typis heredum Soliani impressorum regalium, 1826. URL consultato il 28 marzo 2019.

## Intitolazioni
Gli sono state intitolate: la Fondazione Morcelli Repossi di Chiari e la casa editrice Morcelliana di Brescia.